# Aldo Reggiani
Aldo Reggiani (Pisa, 19 dicembre 1946 – Roma, 26 settembre 2013) è stato un attore e doppiatore italiano.

## Biografia
Esordì giovanissimo nel mondo del cinema nel film di Alfredo Giannetti Giorno per giorno, disperatamente (1961). Giunse però alla notorietà ventiduenne, nel 1968, interpretando il ruolo di Dick Shelton nello sceneggiato La freccia nera (riadattamento di Anton Giulio Majano del romanzo di Robert Louis Stevenson), al fianco di Loretta Goggi e Arnoldo Foà. Nello stesso anno esordì in teatro nel Giulio Cesare di Shakespeare. Nel 1970 registrò il 45 giri Sei bella, sua unica esperienza dedicata al mondo della canzone italiana. Nel 1971 Dario Argento lo chiamò a recitare nel film Il gatto a nove code con Rada Rassimov, Tino Carraro, James Franciscus, Catherine Spaak.
Intensa anche l'attività di doppiatore. Si cimentò anche con successo in una regia lirica della Norma di Vincenzo Bellini con Maria Dragoni, che fu la sua compagna per molti anni.
Il 26 giugno 2013, in Sardegna, venne colto da ischemia e ricoverato all'ospedale di Lanusei. Venne trasferito a Roma, dove morì il 26 settembre successivo, all'età di 66 anni.
Secondo le sue volontà è stato sepolto in Toscana nel cimitero di Rosignano Marittimo.
Suo figlio, Primo (nato dalla relazione con l'attrice Caterina Costantini), è a sua volta un attore.

## Filmografia

### Attore

#### Cinema
- Il gatto a nove code, regia di Dario Argento (1971)
- Vivi ragazza vivi!, regia di Lorenzo Artale (1971)
- Lucrezia giovane, regia di Luciano Ercoli (1974)
- Conviene far bene l'amore, regia di Pasquale Festa Campanile (1975)
- La donna della domenica, regia di Luigi Comencini (1975)
- Càlamo, regia di Massimo Pirri (1976)
- L'Agnese va a morire, regia di Giuliano Montaldo (1976)
- L'amantide, regia di Amasi Damiani (1977)
- Il gatto, regia di Luigi Comencini (1977)
- Habibi, amor mio, regia di Luis Gomez Valdivieso (1981)
- Il petomane, regia di Pasquale Festa Campanile (1983)
- Barbablù, Barbablù, regia di Fabio Carpi (1987)

#### Televisione
- I persiani – film TV (1967)
- La freccia nera – miniserie TV, 7 episodi (1968-1969)
- La pietra di luna – miniserie TV, 6 episodi (1972)
- La porta sul buio – serie TV, 1 episodio (1973)
- Castigo – miniserie TV, 4 episodi (1977)
- Effetti speciali – film TV (1978)
- La velia – miniserie TV, 3 episodi (1980)
- La sconosciuta – miniserie TV, 4 episodi (1982)
- Piccolo mondo moderno – miniserie TV, 3 episodi (1984)
- Il santo – miniserie TV, 2 episodi (1984)
- Ti ho adottato per simpatia – film TV (1991)

### Doppiatore
- Jeremy Irons in Il danno, Chinese Box
- Ben Cross in Momenti di gloria
- Patrick Swayze in A Wong Foo, grazie di tutto! Julie Newmar
- Fred Williamson in M*A*S*H
- Kenneth Colley in Misura per misura
- Michael Pennington in Cimbelino

## Teatro
- I racconti del cuore (1965)
- La scuola delle mogli, di Molière, regia di Sergio Bargone. Ridotto del Teatro Eliseo di Roma (18 novembre 1967)
- La figlia di Iorio, di Gabriele D'Annunzio, regia di Giancarlo Cobelli. Teatro Stabile dell'Aquila (1972)
- La mandragola, di Niccolò Machiavelli (1981)
- Chiaro di luna, di Harold Pinter (1995)
- Macbeth, di William Shakespeare (1996)
- Il sottile rumore della prosa (2002)